# قايدو فارينا
قايدو فارينا (بالإيطالية: Guido Farina)‏ هو رسام إيطالي، ولد في 1896 في فيرونا في إيطاليا، وتوفي في 1957 في بادوفا في إيطاليا.